# Mashin Hero Wataru
Mashin Hero Wataru (яп. 魔神英雄伝ワタル) — серия японских аниме-сериалов, выпущенных студией Sunrise. Первый сезон сериала транслировался по телеканалу Nippon TV с 15 апреля 1988 года по 31 марта 1989 года. Второй сезон сериала транслировался с 3 марта 1990 года по 8 марта 1991 года. Третий сезон сериала транслировался по телеканалу TX с 2 октября 1997 года по 24 сентября 1998 года. Также в промежутках между ними выпускались OVA-серии. Первый сезон сериала также транслировался на территории Франции. Первый сезон показывался в блоке 17:00–17:30 часов, чтобы заменить недавно закончившейся сериал Transformers: The Headmasters.
По мотивам манги были выпущены 3 видеоигры; первая игра Chou Majin Eiyuuden: Wataru Mazekko Monster (яп. 超魔神英雄伝ワタル　まぜっこモンスター) была выпущена 12 декабря 1997 года для Game Boy, вторая игра Chou Majin Eiyuuden Wataru: Another Step (яп. 超魔神英雄伝ワタル　ＡＮＯＴＨＥＲ ＳＴＥＰ) для Playstation была выпущена 23 апреля 1998 года, третья игра Chou Majin Eiyuuden: Wataru Mazekko Monster 2 (яп. 超魔神英雄伝ワタル　まぜっこモンスター2) для Game Boy была выпущена 7 августа 1998 года.

## Сюжет
Сюжет разворачивается вокруг 9-ти летнего мальчика по имени Ватару Икусабэ (яп. 戦部 ワタル Икусабэ Ватару), который с помощью дракона попал в волшебный мир Сокайдзан (яп. 創界山), находящийся на грани хаоса из-за злого правителя. Ватару предстоит сразить злого правителя и принести мир в Сокайдзан. Мальчику удаётся из глиняной скульптуры смастерить супер-робота, с помощью которого он будет сражаться против злых сил. Также Ватару находит поддержку со стороны туземцев. Сюжет сочетает в себе элементы многих ролевых игр, включающие в себя например прохождение в подземелье или нахождение таинственных объектов. Сам мир Сокайдзэн поделён на так называемые уровни, каждый из которых возможно преодолеть победив лишь «главного злодея каждого уровня».

## Роли озвучивали
- Наюми Танака — Ватару Икусабэ
- Мэгуми Хаясибара — Химико Синобибэ
- Томомити Нисимура — Сибараку Цуругибэ
- Коити Ямадэра — Курама Ватарибэ
- Кэньити Огата — Гэнрюсай Синобибэ
- Тэссё Гэнда — Руюдзимару
- Кадзуэ Икура — Тора-О
- Урара Такано — Умихико